# Вебер, Софи
Мария Софи Вебер (Maria Sophie Weber; октябрь 1763, Целль — 26 октября 1846, Зальцбург) — певица XVIII—XIX веков,
младшая сестра Констанции Моцарт, жены Вольфганга Амадея Моцарта.
Её двоюродным братом был композитор Карл Мария фон Вебер. Известна прежде всего благодаря свидетельствам, которые она оставила о жизни и смерти В. А. Моцарта.

## Жизнь
Софи родилась в музыкальной семье Франца Фридолина Вебера (1733—1779) и Сесилии Вебер (1727—1793). В семье была младшей из четырёх сестёр, ставших обученными певицами. Две старших, Йозефа Вебер и Алоизия Вебер, достигли профессиональной славы.
После расцвета карьеры Алоизии она переехала с семьёй сначала в Мюнхен, затем в Вену. Софи сама пела в Бургтеатре в сезоне 1780—1781 гг., но, по-видимому, не имела долгосрочного успеха в качестве певицы.
Когда Моцарт переехал в Вену в 1781 году и какое-то время жил в семье Веберов, он заигрывал и с Софи, и с Констанцией (на последней он в конечном итоге женился). Незавершённое  Allegro си-бемоль KV 400, написанное Моцартом в это время, содержит (по словам У. Дина Сатклиффа) «автономный мелодический эпизод соль минор с надписанными над парой знаков именами [sic] Софи и Костанцы Вебер».
В письме от 15 декабря 1781 года Моцарт описал Софи, как «добродушную, но ветреную». В 1782 году, когда Моцарт и Констанция женились, Софи была единственной из сестёр Вебер, которая присутствовала на церемонии.
В декабре 1791 года 28-летняя незамужняя Софи жила у Сесилии. Она часто присутствовала в доме Моцарта во время краткой, но мучительной последней болезни композитора, и помогала Констанце заботиться о её умирающем муже.
Софи вышла замуж 7 января 1807 года в Джаковаре, Славония (сегодня местность называется Đakovo, Хорватия) за Якоба Хайбеля (1762—1826) — певца-тенора, актёра и композитора.
Он был автором успешного Singspiel, который много раз исполнялся театральной труппой Эммануила Шиканедера.
Хайбель был хормейстером собора в Джаковаре и, по некоторым свидетельствам, оставил свою первую жену ради Софи.
После смерти Хайбеля в 1826 году Софи переехала в Зальцбург, где жила овдовевшая второй раз Констанция. После 1831 года к ним присоединилась овдовевшая сестра Алоизия, которая умерла в 1839 году. Две младшие сестры жили там до самой смерти Констанцы в 1842 году.
Софи пережила своего младшего племянника Франца Ксавера Вольфганга Моцарта на два года и умерла в Зальцбурге в 1846 году в возрасте 83 лет.

## Воспоминания о Моцарте
Собственные воспоминания Софи о Моцарте и его смерти взяты из письма, которое она написала второму мужу Констанции Георгу Николаусу фон Ниссену, с целью помочь с биографией Моцарта (которую готовили Ниссен и Констанция).
Она также дала интервью Винсенту Новелло и Мэри Новелло в 1829 году во время поездки, которую они предприняли, чтобы собрать информацию о Моцарте.